# Production par lots
Cet article possède un paronyme, voir Traitement par lots.

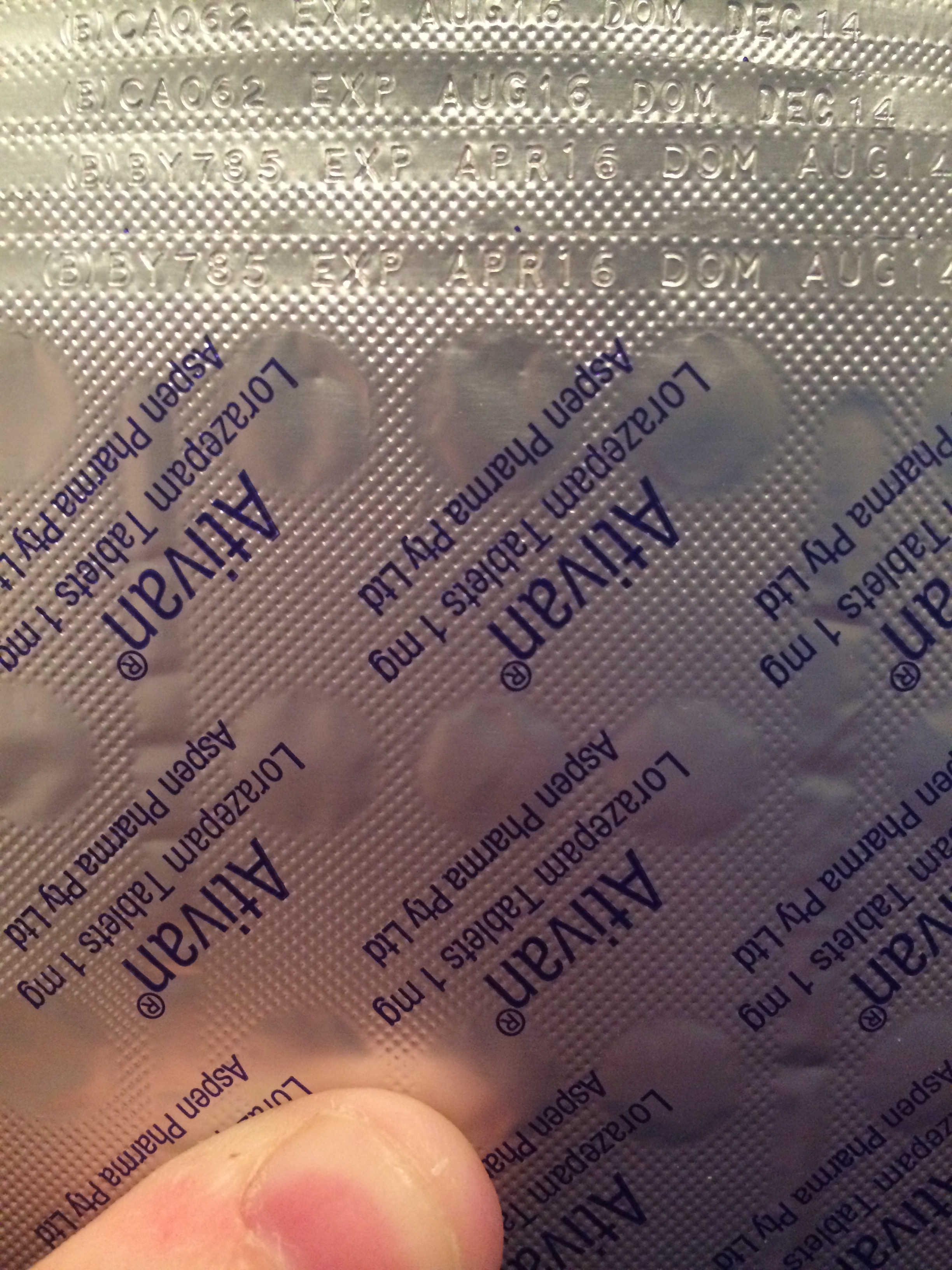
Image d'un lot

La production par lots (batch) est, en matière de procédés industriels, un mode de production dans lequel un produit fini est obtenu par une série de tâches, plutôt que par une production en continu. Il a été normalisé en 1995 par l'ISA88.